# Billy Lansdowne
William "Billy" Lansdowne Jr, född 28 april 1959 i Epping (i grevskapet Essex) i England, är en engelsk före detta fotbollsspelare och senare TV-man, verksam i Sverige.
Lansdowne är främst känd för sin tid i Kalmar FF där han år 1985 med en delad seger i skytteligan starkt bidrog till klubbens andraplats i Allsvenskan. Under början på 1990-talet blev han uppmärksammad av en bredare publik då han som expert satt med i TV4:s nystartade sändningar av Tipslördag.

## Karriären
Lansdowne fick sin fotbollsfostran i engelska West Ham United där han som tonåring fick göra debut i A-laget. Konkurrensen var dock hård och han lånades ut till Charlton och Gillingham innan han vårvintern 1983 fick chansen till spel i Sverige och den till div 2 nyligen degraderade klubben Kalmar FF. Succén var omedelbar när den nickstarke och målfarlige engelsmannen vann skytteligan med sina 16 mål och var en starkt bidragande orsak till att laget via kval (mot Djurgården, 0-1, 3-1) tog sig tillbaka till Allsvenskan.
Tillsammans med nyvärvade Peter Karlsson bildade han sedan under flera år en målfarlig duo som stod för merparten av smålänningarnas målskörd. Toppen kom säsongen 1985 då de båda (tillsammans med Sören Börjesson) vann den allsvenska skytteligan på 10 mål vardera. Kalmars slutplacering som tvåa i serien efter Malmö FF var samtidigt den bästa i klubbens historia.
Framgångarna vände dock snabbt. Förutom segern i Svenska Cupen 1987 där Billy var en av målskyttarna i finalen blev de följande åren magra. Han fortsatte att vara en av lagets viktigaste spelare, men laget sjönk likt en sten ner i seriesystemet: två degraderingar på två säsonger medförde att laget 1988 fick spela i div 2, landets tredje högsta serie. 
Lansdowne förblev dock klubben trogen även detta år när man ohotade vann div 2 och tog klivet upp i ettan igen. Efter säsongen lämnade Billy Lansdowne KFF och elitfotbollen för gott när han flyttade inåt landet och skrev på för Anderstorps IF.

### Hedrad av Kalmar FF
I september 2018 blev Lansdowne invald i Kalmar FF Wall of Fame.

## Meriter
- Allsvensk skyttekung 1985 (Kalmar FF)[3]
- Svenskt Cup-guld 1987 (Kalmar FF)

## Efter karriären
Efter karriären har Lansdowne gjort sig känd som expertkommentator i TV4 där han flankerat Peter Eng vid Tipslördag och VM i fotboll 1998. Efter att TV4 tappade rätten till sändningar av brittisk fotboll övergick Lansdowne till att bli Viasats expert på hundar då han kommenterade Greyhound-racing i TV3. 